# Chaco (film)
Pour les articles homonymes, voir Chaco.
Pour plus de détails, voir Fiche technique et Distribution.
Chaco (Bastardo, vamos a matar) est un film italien réalisé par Gino Mangini en 1971

## Synopsis
Chaco est un mexicain en fuite, qui a été emprisonné pour le meurtre de plusieurs éleveurs. Une fois évadé, il se met en chasse des vrais coupables avec l'aide d'un chasseur de primes. 

## Fiche technique
- Titre italien original : Bastardo, vamos a matar
- Producteur : Alvaro Mancori
- Musique : Carlo Rustichelli, Gianfranco Plenizio
- Caméra : Marcello Gatti, Enzo Falessi
- Montage : Carlo Reali
- Costumes : Teresa Miccinelli
- Dates de sortie :
  - Italie : 1971
  - France : 28 septembre 1977[1]

## Distribution
- George Eastman : Chaco
- Lincoln Tate : Roger / Gringo
- Franco Lantieri : Sanchez / Manolo Cortez
- Furio Meniconi : Don Felipe Antonio de Martinez
- Remo Capitani (it) : Sgt. Hernandez
- Thomas Rudy : Cpl. Manuel
- José Manuel Martín (it) : Cherokee
- Jesús Guzmán : Tobia Velasquez
- Carlos Juliá
- Giorgio Dolfin
- Pipino Desiderio : Timothy - personne ivre
- Fulvio Pellegrino : Pat
- Antonella Steni : Asuncion Juanita Maria Magdalena Hermadariz
- Scilla Gabel : Susanna
- Josefina Serratosa : Conchita

## Sources
- (it) Cet article est partiellement ou en totalité issu de l’article de Wikipédia en italien intitulé « Bastardo, vamos a matar » (voir la liste des auteurs).

1. ↑  « Chaco », sur encyclocine.com (consulté le 18 août 2024)